# Science Adventure
Science Adventure (яп. 科学アドベンチャー Кагаку Адобэнтя:, Научные приключения) — серия японских компьютерных игр в жанре визуальная новелла, разработанных 5pb. совместно с Nitroplus. В настоящий момент включает в себя Chaos;Head, Steins;Gate, Robotics;Notes, Chaos;Child, Steins;Gate 0, Robotics;Notes DaSH, Anonymous;Code, а также ряд производных от них игр (портов, продолжений и побочных историй). Большинство из них получили манга- и аниме-адаптации.

## Игры серии
| Название игры       | Платформы                                                            |
| ------------------- | -------------------------------------------------------------------- |
| Chaos;Head          | PC, Xbox 360, PSP, PS Vita, PlayStation 3, iOS, Android              |
| Steins;Gate         | PC, Xbox 360, PSP, iOS, Android, PlayStation 3, PS Vita              |
| Robotics;Notes      | PC, Xbox 360, PlayStation 3, PS Vita, PlayStation 4, Nintendo Switch |
| Chaos;Child         | PC, Xbox One, PS Vita, PlayStation 3, PlayStation 4, iOS, Android    |
| Steins;Gate 0       | PC, Xbox One, PlayStation 3, PlayStation 4, PS Vita, Nintendo Switch |
| Robotics;Notes DaSH | PC, PlayStation 4, Nintendo Switch                                   |
| Anonymous;Code      | PC, PlayStation 4, Nintendo Switch                                   |

## Общие особенности

### Игровой процесс
Особенностью визуальных новелл серии являются системы триггеров, влияющих на течение игры и получение той или иной концовки. В то же время стандартные формы взаимодействия с игроком (например, выбор фраз или действий из ряда предложенных) используются реже, хотя также часто воздействуют на игровой процесс. В Chaos;Head и Chaos;Child используется «триггер иллюзий», игроку предлагается выбор между двумя вариантами иллюзий главного героя: положительными (смешные сцены, часто с элементами фансервиса) и отрицательным (жестокие, кровавые сцены), либо игнорировать триггер и оставаться в реальности. В Chaos;Child также добавлена «карта-триггер», предлагающий игроку расположить ряд фотографий на карте в определённой последовательности (количество возможных вариантов ограничено, при попытке расположить фото в неправильной последовательности происходит откат и триггер начинается заново). В Steins;Gate и Steins;Gate 0 используются два варианта триггера-телефона: в первой игре игрок работает с SMS-сообщениями, во второй — с мессенджером RINE. В Robotics;Notes используется Pokecom-триггер — игрок использует планшет главного героя.

### Сюжет
Все игры происходят в одном и том же мире. Сюжет игр обыгрывает ряд популярных теорий заговора. Главные герои обычно имеют или приобретают необычные способности (герои Chaos;Head могут материализовывать иллюзии, герои Steins;Gate изобретают машину времени, герои Robotics;Notes создают роботов и т. д.). Они оказываются вовлечены в противостояние с организациями, которые используют те же способности, но полученные с помощью сложных технических средств (аппарат Noah в C;H, большой адронный коллайдер в S;G и т. д.). Руководящая этими организациями структура прямо называется «комитетом 300».

## Серия

### Chaos;Head
ChäoS;HEAd (яп. カオスヘッド Каосу Хэддо) — первая игра серии, выпущена в апреле 2008 года для ПК. Охарактеризована как «Иллюзионные научные приключения» (яп. 妄想科学ADV Мо:со: Кагаку Адобэнтя:). События игры происходят в 2009 году, главный герой — хикикомори Такуми Нисидзё оказывается впутан в серию таинственных убийств.

#### Игры
- Chaos;Head (PC, 2008)
- Chaos;Head Noah (Xbox 360, PlayStation Portable, iOS, Android, PlayStation 3, Nintendo Switch, PC, 2009) — расширенный порт игры, с переработанным интерфейсом и добавленными сюжетными ветками. Входит в CHAOS;HEAD NOAH / CHAOS;CHILD DOUBLE PACK для Nintendo Switch и Windows (Steam, GOG.com).
- Chaos;Head Love Chu Chu! (Xbox 360, PSP, PS3, 2010) — комедийное ответвление.
- Chaos;Head Dual (PlayStation Vita, 2014) — компиляция Chaos;Head Noah и Chaos;Head Love Chu Chu![1].

#### Манга
- Chaos;Head — нарисована мангакой под псевдонимом Sumihey, выпускалась в журнале ASCII Media Works Dengeki Daioh с мая 2008 по май 2009 года.
- Chaos;Head: Blue Complex — нарисована Нагако Сакаки, выпускалась в журнале Media Factory Monthly Comic Alive с августа 2008 года.
- Chaos;Head H — нарисована Такэхито Мидзуки, публиковалась в журнале Comic Rush издательства Jive с сентября 2008 года.

#### Аниме
Аниме-адаптация студии Madhouse выходила с октября по декабрь 2008 года.

### Steins;Gate
Steins;Gate (яп. シュタインズ・ゲート Сютайндзу Гэ:то) — вторая игра серии, впервые вышла для Xbox 360 в октябре 2009 года. Охарактеризована как «Гипотетические научные приключения» (яп. 想定科学ADV Со:тэй Кагаку Адобэнтя:). События происходят в 2010 году, главный герой, Ринтаро Окабэ, обнаруживает, что созданное из микроволновки устройство может отправлять сообщения в прошлое.

#### Игры
- Steins;Gate (Xbox 360, PC, PSP, PS3, Vita, iOS, Android, 2009)
- Steins;Gate: Hiyoku Renri no Darling (Xbox 360, PSP, PS3, Vita, iOS, PS4, Nintendo Switch, PC, 2011) — комедийная побочная история.
- Steins;Gate: Hen’i Kuukan no Octet (PC) — продолжение истории. Стилизована под 8-битные текстовые игры.
- Steins;Gate: Senkei Kōsoku no Phenogram (Xbox 360, PS3, Vita, PS4, PC, Nintendo Switch, 2013) — версия основной истории с перспективы других героев. Доступна в качестве бонуса при покупке Steins;Gate Elite на PS4 и через Steam.
- 8-bit ADV Steins;Gate (Nintendo Switch) — демейк оригинальной игры в стиле 8-битных приставок. Доступна в качестве бонуса при покупке Steins;Gate Elite на Nintendo Switch.
- Steins;Gate 0 (PS3, PS4, Vita, Xbox One, PC, Nintendo Switch, 2015) — продолжение альтернативной концовки первой игры.
- Steins;Gate Elite (PS4, Vita, Nintendo Switch, PC, 2018) — полностью анимированная версия оригинальной игры, использующая материалы из аниме-адаптации.
- Steins;Gate: Divergencies Assort (Nintendo Switch, 2019)  — сборник из трёх игр серии: Zero, Darling и Phenogram.

#### Манга
- Steins;Gate — нарисована Сарати Ёми, выпускалась в журнале Media Factory Monthly Comic Alive с сентября 2009 года. Первое произведение «Научных приключений», официально изданное на русском языке.
- Steins;Gate: Bōkan no Rebellion — написана и нарисована Кэндзи Мидзутой, выпускалась в журнале Mag Garden Monthly Comic Blade с февраля 2010 года.
- Steins;Gate: Onshuu no Brownian Motion — написана и нарисована Такэси Мидзогути, выпускалась в журнале Enterbrain, Inc. Famitsu Comic Clear с июля 2010 года.
- Steins;Gate: Shijō Saikyō no Slight Fever — написана и нарисована Юдзуханой Моритой, выпускалась в журналах Kadokawa Shoten Comptiq и Monthly Shōnen Ace с февраля 2011 года.
- Steins;Gate: Aishin Meizu no Babel — написана и нарисована Синъитиро Нарииэ, выпускалась в журнале Shueisha Ultra Jump с мая 2012 года.
- Steins;Gate: Fuka Ryōiki no Déjà vu — нарисована Рэки Кугаямой, выпускалась в журнале Kadokawa Shoten Shōnen Ace с мая по ноябрь 2013 года.
- Steins;Gate: Mugen Enten no Arc Light — нарисована Синъитиро Нарииэ, выпускалась в журнале Ultra Jump с апреля по сентябрь 2014 года.[2][3]

#### Аниме
Аниме-адаптация студии White Fox показывалась с апреля по сентябрь 2011 года, OVA-эпизод выпущен в феврале 2012. Полнометражный фильм Steins;Gate: Fuka Ryōiki no Déjà vu вышел в кинотеатрах 20 апреля 2013 года. ONA-сериал Steins;Gate: Sōmei Eichi no Cognitive Computing начал транслироваться в октябре 2014 года в партнёрстве с IBM. 12 апреля 2018 года стартовал показ адаптации Steins;Gate 0. Выпускает сериал та же студия White Fox. Также сериал стартовал на стриминговой площадке Wakanim в том числе на русском языке, что сделало его одним из первых материалов аниме-продукции для русскоязычных онлайн-пользователей. В 2020 году аниме-адаптация игры, приквел к Steins;Gate 0 и полнометражный фильм были показаны на телеканале «FAN».

### Robotics;Notes
Robotics;Notes (яп. ロボティクス・ノーツ Роботикусу Но:цу) — третья игра серии, вышла для Xbox 360 и PlayStation 3 в июне 2012 года. Охарактеризована как «Увеличенные научные приключения» (яп. 拡張科学ADV Какутё: Кагаку Адобэнтя:). События происходят в 2019 году, главный герой Кайто Ясио и его подруга детства Акихо Сэномия состоят в клубе робототехники и мечтают создать гигантского робота.

#### Игры
- Robotics;Notes (Xbox 360, PS3, 2013)
- Robotics;Notes Elite (PS4, Vita, Nintendo Switch, PC, 2014) — улучшенная версия оригинальной игры. В 2019 году вышла для PlayStation 4 и Nintendo Switch.
- Robotics;Notes DaSH (PS4, Nintendo Switch, PC, 2019) — продолжение первой игры.

#### Манга
- Robotics;Notes — нарисована Кэйдзи Асакавой, выпускалась в журнале Monthly Comic Blade с марта 2012 года.
- Robotics;Notes Phantom Snow — нарисована Го, выпускалась в журнале Famitsu Comic Clear с июля 2012 года.
- Robotics;Notes Revival Legacy — нарисована Тацуей Сихирой, выпускалась в журнале Ultra Jump с сентября 2012 года.
- Robotics;Notes Dream Seeker — нарисована Цудзури Юно, выпускалась в журнале Square Enix Monthly Shōnen Gangan с октября 2012 года.
- Robotics;Notes Side Junna: Chiisana Natsu no Monogatari — нарисована NB, выпускалась в журнале Shōnen Ace с ноября 2012 года.
- Robotics;Notes Pleiades Ambition — нарисована Токумо Сорой, выпускалась в журнале Monthly Comic Alive с ноября 2012 года.

#### Аниме
Аниме-адаптация студии Production I.G транслировалась с октября 2012 по март 2013 года в программном блоке Noitamina на Fuji TV.

### Chaos;Child
ChäoS;Child (яп. カオスチャイルド Каосу Тяйрудо) — четвёртая игра серии, прямое продолжение Chaos;Head, события игры происходят в 2015 году. Охарактеризована как «Иллюзионные научные приключения» (яп. 妄想科学ADV Мо:со: Кагаку Адобэнтя:). Изначально выпущена для Xbox One 18 декабря 2014 года.

#### Игры
- Chaos;Child (Xbox One, PS3, PS4, Vita, PC, iOS, Android, 2014). Входит в CHAOS;HEAD NOAH / CHAOS;CHILD DOUBLE PACK для Nintendo Switch и Windows (Steam, GOG.com)
- CHAOS;CHILD 404 not found (Xbox One, PS3, PS4, Vita, 2014) — демо-версия игры.
- Chaos;Child Love Chu Chu!! (PS4, Vita, 2017) — комедийное ответвление.

#### Манга
- Сhaos;Child — нарисована Relucy, публикуется Kadokawa в журнале Dengeki G's Magazine[7].
- CHAOS;CHILD 〜Children’s Collapse〜 — нарисована Онсином Фуцу, публикуется с 26 августа 2016 года в журнале Gekkan Shōnen Sirius.

#### Аниме
Аниме-адаптация студии Silver Link транслировалась с января по март 2017 года.